# Francisco Maroto
Francisco Maroto del Ojo, plus connu comme Maroto, né le 15 mars 1906 à Grenade (Andalousie, Espagne) et assassiné par le régime franquiste le 12 juillet 1940 à Alicante (Pays valencien, Espagne), est un militant anarchiste espagnol affilié au Syndicat du bois de la CNT.

## Biographie
De profession ébéniste, Francisco Maroto représente le syndicat du bois de la CNT-AIT de Grenade au congrès de la CNT d'Andalousie en 1932. Il y défend avec succès la position selon laquelle le communisme libertaire n'a pas besoin de se doter d'un "programme".
Au congrès de la CNT de 1936, il représente à la fois le syndicat de bois de la CNT d'Alicante et la fédération locale CNT de Grenade.
Dans les années 1930 il travaille parfois sur les chantiers comme lors de la pose des pavés de la rue Reyes Católicos. Mais c'est dans le domaine du bois qu'il exerce son activité professionnelle habituelle.
Maroto réalise de nombreuses réunions publiques à Grenade, Madrid, Motril et dans de nombreux villages de la province de Grenade parvenant ainsi à rallier à la cause anarchiste des milliers de travailleurs. En 1933, il affirme lors d'une réunion publique qu'il faut combattre les socialistes et que les idéaux de liberté, d'égalité et de fraternité ne se réalisent pas dans la régime républicain en place depuis 1931.
Il aide le syndicat de la construction de CNT-AIT de Grenade lors d'une campagne contre le chômage en créant une sorte de bourse du travail. Il participe à l'organisation des diverses branches de la CNT à Grenade, écrit de nombreux articles et devient un syndicaliste très populaire en Andalousie.
Maroto est arrêté de nombreuses fois en raison de son engagement politique. La plus connue de ces arrestations se produit lors de l'incendie du siège du journal Ideal de Granada. Ce journal d'extrême-droite avait ouvertement appuyé la tentative de coup d'État du général Sanjurjo d'août 1932. Le journal cessa de paraître pendant quelque temps, et lorsqu'il repparut il prit garde de ne pas déplaire à la CNT.
Maroto vit un temps à Madrid mais c'est Alicante qui sera sa véritable deuxième demeure après Grenade. C'est à Alicante qu'il se trouve le 18 juillet 1936 lorsque se produit la tentative de coup d'État qui va déboucher sur la Guerre civile espagnole et la Révolution sociale de 1936.
En août 1936, Maroto créé la Colonne Maroto constituée au début de 270 hommes mais qui rapidement atteint 600 hommes et femmes. Plus tard, ses effectifs seront d'environ 1 000 personnes. La Colonne Maroto marche sur Grenade et met en déroute les forces fascistes à plusieurs endroits de la province.
À Almería la CNT organise une réunion publique au cours da laquelle Maroto attaque durement le gouverneur d'Almería, Gabriel Morón, pour ne pas avoir aidé les réfugiés qui fuyaient Malaga et désarmé les miliciens qui arrivaient en renfort. Maroto expose également les circonstances de la chute de Malaga. Une délégation emmenée par Maroto va ensuite à la rencontre du gouverneur pour lui expliquer ce qui s'est dit lors de la réunion publique qui était légalisé et supervisé par les autorités républicaines. Le gouverneur Morón n'apprécia pas les conclusions du meeting et la rencontre dégénéra en insultes et en affrontement physique qui laissa le gouverneur inconscient à la suite d'un coup de poing de Maroto. Toutefois, selon la CNT il n'y eut pas d'agression de la part de Maroto. Il s'agissait pour le gouverneur d'inventer un prétexte à l'arrestation de Maroto.
Maroto est arrêté et enfermé dans un navire. Il est ensuite incarcéré au Cuartel de Ametralladoras de Baza jusqu'au 1er mai 1937. Il est libéré à la suite d'une forte campagne en sa faveur de la CNT, FAI et des Jeunesses libertaires. Son arrestation avait créé une grande tension entre forces de gauche, tension qui allait ensuite éclater au grand jour lors des journées de mai 1937 qui virent les diverses factions de gauche s'affronter entre elles dans les rues de Barcelone.
Les communistes staliniens accusèrent Maroto d'atteinte à l'autorité républicaine ainsi que d'être un espion fasciste. Ils demandèrent sa mise à mort. Lors d'un premier procès Maroto est condamné à mort, mais après plusieurs recours il est amnistié. Toutefois il perd le commandement de sa Colonne jusqu'en 1938, date à laquelle une décision de justice annule tous les jugements antérieurs.
Parmi les nombreuses calomnies proférées par les staliniens à l'encontre de Maroto, figure celle d'avoir abandonné le front en disant qu'il allait à Almería alors qu'il allait à Barcelone. Mais Maroto prouva que ses déplacements à Barcelone étaient pour effectuer des démarches en vue d'obtenir des armes et des munitions, et que seul un groupe restreint se déplaçait à Barcelone, tandis que le gros de la Colonne Maroto restait en première ligne de combat et prête à rentrer dans Grenade.
La Colonne Maroto fut proche de conquérir Grenade mais le manque d'armes et l'appui quasi nul de la part du gouvernement républicain empéchèrent cette conquête. Lorsque vint l'heure de la militarisation, mettant fin à l'expérience des milices anarchistes, la Colonne Maroto devint la Brigada Mixta 147. Maroto se réunit avec Juan García Oliver à Baza pour mettre au point le plan guerrillero Camborio. Maroto participe aussi au Plenum régional andalou de la CNT en septembre 1938 qui eut lieu à Baza où il donne son appui à M. Pérez comme Secrétaire de la CNT d'Andalousie et où il polémique avec Zimmermann.
Francisco Maroto est blessé à la fin de la guerre, il est hospitalisé à Almería et à Guadix. Lorsque la guerre s'achève il parvient à rejoindre Alicante mais il est capturé par les troupes fascistes. Maroto est exécuté le 12 juillet 1940 après avoir été brutalement torturé.

## Notices
- Notices d'autorité :   - VIAF
  - ISNI
  - BnF (données)
  - LCCN
  - GND
  - Catalogne
  - WorldCat
- Estel Negre : notice biographique.
- (es) Francisco Maroto del Ojo sur www.todoslosnombres.org.
- (en) Francisco José Fernández Andújar, Who was Francisco Maroto del Ojo ?, sur katesharpleylibrary.net.
- (es) Miguel Iñiguez, Esbozo de una Enciclopedia histórica del anarquismo español, Fundación de Estudios Libertarios Anselmo Lorenzo, Madrid, 2001, 375.